# Norops mestrei
Norops mestrei är en ödleart som beskrevs av  Barbour och RAMSDEN 1916. Norops mestrei ingår i släktet Norops och familjen Polychrotidae. Inga underarter finns listade i Catalogue of Life.